# Lånestandard
Udtrykket lånestandard er overtaget fra amerikansk "lending standard". En standard er i denne sammenhæng et fagområdes normer eller principper, f.eks. som fastsat i Bekendtgørelse om god skik for finansielle virksomheder.
Udtrykket lånestandard bruges især i forbindelse med den amerikanske subprime-krise: Standarden lempes eller strammes. Mere præcist er der tale om vurdering af kreditværdighed mv. som vilkår for aftale om et lån. Den fremgangsmåde, som en långiver bruger til at vurdere, om risikoen ved at låne til en bestemt låntager er acceptabel, kaldes på amerikansk "mortgage underwriting".
En analyse af årsagerne til subprime-krisen danner grundlag for den vurdering, at der synes at være behov for en strammere regulering af "mortgage underwriting".